# Andrej Schtyhel
Andrej Wiktarawitsch Schtyhel (belarussisch Андрэй Віктаравіч Штыгель; * 22. Juni 1994 in Hrodna) ist ein ehemaliger belarussischer Fußballspieler. Schtyhel wurde im Dezember 2021 lebenslang aufgrund wiederholter Spielmanipulationen gesperrt.

## Karriere
Schtyhel begann seine Karriere in seiner Heimatstadt beim FK Njoman Hrodna. Zur Saison 2013 wechselte er zum FK Dinamo Minsk. Zur Saison 2015 kehrte er nach Hrodna zurück. Dort debütierte er im April 2015 gegen den FK Homel in der Wyschejschaja Liha. Nach drei Einsätzen für Njoman wurde er im August 2015 an den Zweitligisten FK Lida verliehen. Für Lida kam er bis zum Ende der Spielzeit zu 15 Einsätzen in der Perschaja Liha. Zur Saison 2016 verpflichtete Lida den Mittelfeldspieler fest. In seiner zweiten Saison beim Zweitligisten kam er zu 24 Einsätzen.
Zur Saison 2017 schloss er sich dem Erstligisten Naftan Nawapolazk an. Für Naftan spielte er 24 Mal in der höchsten belarussischen Spielklasse, aus der der Klub zu Saisonende allerdings abstieg. Schtyhel blieb der Liga allerdings erhalten, zur Saison 2018 wechselte er zum FK Homel. In Homel kam er zu insgesamt 15 Einsätzen in der Wyschejschaja Liha. Zur Saison 2019 kehrte er zum Zweitligisten Nawapolazk zurück. Während seines zweiten Engagements kam er zu 25 Einsätzen für Naftan, diesmal in der Perschaja Liha. Im Januar 2020 wurde er für ein Jahr gesperrt, da er während seiner Zeit bei Lida an Spielmanipulationen beteiligt gewesen war.
Nach dem Ablauf seiner Sperre schloss er sich zur Saison 2021 dem Erstligisten FK Smarhon an. Für Smarhon kam er in der Saison 2021 zu 20 Einsätzen in der Wyschejschaja Liha, mit dem Klub stieg er zu Saisonende ab. Während seiner Zeit bei Smarhon versuchte Schtyhel erneut erfolglos ein Spiel zu manipulieren, wodurch er im Dezember 2021 schließlich lebenslang gesperrt wurde.